# Strømpe
En strømpe er en beklædningsgenstand, der dækker foden og mere eller mindre af benet. Visse strømper bæres primært af kvinder, fx nylonstrømper, mens andre strømper bæres af begge køn. Korte strømper kaldes som regel for sokker.
Strømper kan betragtes som en slags undertøj, der beskytter det øvrige tøj som sko mod fx sved. Desuden kan strømper bruges til at beskytte kroppen mod slitage og småskader, og i nogle sportsgrene er strømper en del af det tøj, udøveren bærer. Eksempler på dette er rugby, baseball og fodbold; i sidstnævnte sport hjælper strømpen også med at holde benskinnen.
Lange kvindestrømper bruges nu om stunder ofte af æstetiske eller modemæssige årsager. I moden har man brugt strømper som et vigtigt element siden 1920'erne, hvor skørtelængden i moden kom op over knæet. Desuden kan de i begrænset omfang være med til at holde benene varme. Endelig kan strømper have en seksuel funktion, idet de kan pirre både den, der bærer strømpen, og andre parter i akten.